# Phyllotocidium viridis
Phyllotocidium viridis är en skalbaggsart som beskrevs av Britton 1957. Phyllotocidium viridis ingår i släktet Phyllotocidium och familjen Melolonthidae. Inga underarter finns listade i Catalogue of Life.